# ایوتا بلاناروویچووا
ایوتا بلاناروویچووا (اسلواکی: Yvetta Blanarovičová؛ زادهٔ ۲۴ سپتامبر ۱۹۶۳) بازیگر و خوانندۀ اهل اسلواکی است.  وی از سال ۱۹۸۳ میلادی تاکنون مشغول فعالیت بوده‌است.
از فیلم‌ها یا برنامه‌های تلویزیونی که وی در آن نقش داشته‌است می‌توان به بفرمایید شام، شاهدخت یاسننکا و کفاش پرنده، آماده مرگ! و خیابان اشاره کرد.